# Jean-Chrysostome Kapumba Akenda
Jean-Chrysostome Kapumba Akenda (* 1. Januar 1953 in Kianga, Kongo) ist ein kongolesischer Philosoph und katholischer Theologe.

## Leben
Akenda studierte von 1975 bis 1981 Philosophie und katholische Theologie in Mayidi/Demokratische Republik Kongo und an der Gregoriana in Rom.
Als Lehrer für Französisch, Mathematik und Philosophie arbeitete er von 1981 bis 1985 am Seminar von Kinzambi/Kongo. Am 15. August 1982 empfing er in der Diözese Kikwit/Kongo die Priesterweihe.
Seine Studien führte er ab 1985 in Marburg/Lahn und in Düsseldorf weiter, wo er 1990 mit einer These über die Vielfalt und Objektivität der Kulturformen bei Ernst Cassirer promovierte. In diesem Zusammenhang hatte er unter der Leitung von Oswald Schwemmer in Berlin Anteil an der Theoriebildung der Kulturwissenschaften.
Von 1990 bis 1996 war Akenda als Gastprofessor der Wissenschaftsphilosophie an den katholischen Fakultäten von Kinshasa tätig. Als Professor für Philosophie der Naturwissenschaften, Metaphysik und Geschichte der Wissenschaft lehrte er in Sankt Augustin am Philosophicum in Kalonda.
Fünf Jahre lang nahm er dort zugleich die Aufgabe des Präsidenten wahr.
Seine Habilitationsschrift reichte er im Jahr 2003 zur Thematik der kulturellen Identität und interkulturellen Kommunikation in Verbindung mit der Frage nach dem ethischen Universalismus im Zeitalter der Globalisierung ein. An der Universität Bremen nahm er im Sommersemester 2004 als Dozent an den Vorlesungen zur Kulturphilosophie und den Seminaren zur afrikanischen Philosophie teil. Seitdem ist er Privatdozent der Universität Bremen.
Seit 1996 ist Akenda Hochschullehrer für Philosophie (Metaphysik, Erkenntnistheorie der Natur- und Kulturwissenschaften, allgemeine Erkenntnistheorie) an den Katholischen Fakultäten von Kinshasa, aus denen im Juli 2009 die Katholische Universität von Kongo (UCC) entstanden ist. Von 2000 bis 2009 arbeitete er dort zudem als Verwaltungs-Generalsekretär. Gastprofessor für Philosophie der Wissenschaft und Metaphysik ist er an der Universität Marien Ngouabi Brazzaville und in Gabun an der Omar Bongo Universität in Libreville. Er partizipiert am wissenschaftlichen Lehrbetrieb in Kimwenza und Kisangani.
Akenda ist Direktor des Regionalen Zentrums für das Fundamentalstudium und die Erkenntnistheorie (CRECEM-Afrika) an der Universität von Kikwit (UNIKIK), die im Dezember 2010 überregional durch ein internationales Symposium über die wissenschaftlichen Herausforderungen für Afrika bekannt geworden ist. Als Direktor des CRECEM pflegt er die akademische Kooperation mit anderen Universitäten in Afrika (z. B. in Kamerun und Burkina Faso), der West-Indies University auf Barbados in der Karibik und dem Edgar-Morin-Zentrum zur Komplexität des Denkens („de la Pensée Complexe“) in Paris.
Seit 1998 besucht er regelmäßig karitative Partner in Deutschland, wo ihm für kongolesische Studenten finanzielle Hilfe gewährt wird. Im Rahmen des Afrika-Projektes der römisch-katholischen Kirchengemeinde Maria Frieden in Berlin lenkt er die Unterstützung bedürftiger Studenten im Kongo.